# Amaurobius ruffoi
Amaurobius ruffoi là một loài nhện trong họ Amaurobiidae.
Loài này thuộc chi Amaurobius. Amaurobius ruffoi được Konrad Thaler miêu tả năm 1990.